# Born of Osiris
I Born of Osiris sono un gruppo metalcore statunitense, formatosi nel 2003 a Chicago. Il gruppo ha subito una serie di cambi di nome, inclusi Diminished (2003-2004), Your Heart Engraved (2004-2006), e Rosecrance (2006-2007) prima di chiamarsi Born of Osiris, prendendo spunto dalla divinità egiziana Osiris e dal racconto di suo figlio Horus.

## Storia del gruppo
Il gruppo firma con la Sumerian Records pubblicando 5 full length e 2 EP.
Hanno suonato con gruppi come Hatebreed, All Shall Perish, After the Burial, Caliban, Chelsea Grin, Cannibal Corpse e Unearth.

## Stile musicale
Lo stile musicale della band è basato principalmente su deathcore e death metal, ma include anche elementi progressive metal e un ampio uso di tastiere e sintetizzatori.

## Formazione

### Formazione attuale
- Ronnie Canizaro - voce (2003-presente)
- Joe Buras - tastiere, sintetizzatore e seconda voce (2003-presente)
- Cameron Losch - batteria (2003-presente)
- Nick Rossi - basso (2018-2021), chitarra (2021-presente)

### Ex componenti
- Trevor Hurlbert - voce (2003)
- Mike Mancebo - tastiere, sintetizzatore (2003)
- Joe Philips - chitarra (2003-2004)
- Austin Krause - basso (2003-2005)
- Mike Shanahan - chitarra (2003-2007)
- Joel Negus - chitarra (2004-2007)
- Dan Laabs - basso (2005-2007)
- Matt Pantelis - chitarra (2007-2008)
- Jason Richardson - chitarra (2009-2011) (già con All Shall Perish)
- David Darocha - basso (2007-2018)
- Lee McKinney - chitarra (2007-2025)

## Discografia

### Album in studio
- 2009 - A Higher Place
- 2011 - The Discovery
- 2013 - Tomorrow We Die ∆live
- 2015 - Soul Sphere
- 2019 - The Simulation
- 2021 - Angel or Alien

### EPs
- 2006 - Rosecrance (registrato con il nome Rosecrance)
- 2007 - The New Reign

### Demo
- 2003 - Your Heart Engraved These Messages (registrato con il nome Diminished)
- 2004 - Youm Wara Youm (registrato con il nome Your Heart Engraved)
- 2006 - Rosecrance (demo di due canzoni registrato con il nome Rosecrance)
- 2007 - Narnia
- 2014 - Seven Devils (Sumerian Ceremonials - Florence + The Machine)

### Video
- 2008 - Open Arms To Damnation
- 2010 - Now Arise
- 2011 - Recreate
- 2011 - Cribs
- 2012 - Follow The Signs
- 2013 - M∆chine
- 2013 - Divergency
- 2015 - Throw Me in the Jungle
- 2015 - Resilience
- 2018 - Silence the Echo
- 2018 - The Accursed
- 2021 - White Nile
- 2021 - Angel or Alien
- 2021 - Poster Child